# Zinc Alloy and The Hidden Riders of Tomorrow
Zinc Alloy and The Hidden Riders of Tomorrow - A Creamed Cage in August este un album de studio lansat de Marc Bolan & T. Rex în Februarie 1974 .

## Tracklist
1. "Venus Loon" (3:01)
2. "Sound Pit" (2:50)
3. "Explosive Mouth" (2:26)
4. "Galaxy" (1:48)
5. "Change" (2:47)
6. "Nameless Wildness" (3:06)
7. "Teenage Dream" (5:45)
8. "Liquid Gang" (3:17)
9. "Carlisle Smith & The Old One" (3:16)
10. "You've Got to Jive to Stay Alive - Spanish Midnight" (2:35)
11. "Interstellar Soul" (3:26)
12. "Painless Persuasion V. The Meathawk Immaculate" (3:26)
13. "The Avengers (Superbad)" (4:28)
14. "The Leopards Featuring Gardenia and The Mighty Slug" (3:36)

- Toate cântecele au fost compuse de Marc Bolan

## Single-uri
- "Teenage Dream" (1974)

## Componență
- Marc Bolan - chitară , voce
- Mickey Finn - percuție
- Steve Currie - chitară bas
- Gloria Jones - claviaturi , voce
- Davey Lutton - tobe